# Alinea luciae
Alinea luciae (сент-лусійський сцинк) — вимерлий вид сцинкоподібних ящірок родини сцинкових (Scincidae), що був ендеміком Сент-Люсії.

## Поширення і екологія
Сент-лусійські сцинки відомі за чотирма зразками, зібраними на острові Сент-Люсія в архіпелазі Малих Антильських островів. Вид вимер до 1937 року внаслідок хижацтва з боку інвазивних мангустів і щурів.